# Eleccions legislatives gregues de 1990
Les eleccions legislatives gregues de 1990 se celebraren el 8 d'abril de 1990. El partit més votat fou el Nova Democràcia, i el seu cap Constantinos Mitsotakis, va formar govern.

## Resultats
| Partit | Partit                                                     | Líder                      | Vots      | %     | +/– | Escons | +/– |
| --- | ---------------------------------------------------------- | -------------------------- | --------- | ----- | --- | ------ | --- |
| | Nova Democràcia                                            | Constantinos Mitsotakis    | 3,088,137 | 46,9% |     | 150    |     |
| | PASOK                                                      | Andreas Papandreou         | 2,543,042 | 38,6% |     | 123    |     |
| | Coalició d'Esquerra i Progrés                              | Charilaos Florakis         | 677,059   | 10,3% |     | 19     |     |
| | Moviment Socialista Panhel·lènic-Coalició d'Esquerra       |                            | 66,861    | 1,0%  |     | 4      |     |
| | Ecologistes Alternatius                                    |                            | 50,686    | 0,8%  |     | 1      |     |
| | Llista Musulmana Independent                               |                            | 45,981    | 0,7%  |     | 2      |     |
| | DIANA                                                      | Constantinos Stefanopoulos | 15,942    | 0.23  | -   | 0      | -   |
| | Altres llistes verdes                                      |                            | 20.041    | 0.3   | -   | 0      | -   |
| | Corrent Nova Esquerra-Oposició Popular                     | Kostas Kappos              | 14,365    | 0,2%  | -   | -      | -   |
| | Partit Comunista de Grècia (Interior)-Renovació d'Esquerra |                            | 8,827     | 0,1%  | -   | -      | -   |
| | Partit Nacional                                            |                            | 6,641     | 0,1%  | -   | -      | -   |
| | Partit dels Caçadors Grecs Κόμμα Ελλήνων Κυνηγών           |                            | 5.060     | 0.1   | -   | -      | -   |
| | Alineament Nacionalista                                    |                            | 2,079     | 0,0%  | -   | -      | -   |
| | Moviment Polític dels Treballadors Autònoms                |                            | 1.174     | 0.02  | -   | 0      | -   |
| | Olympismos Ολυμπισμός                                      |                            | 691       | 0.01  | +0  | 0      | 0   |
| | Altres                                                     |                            | 11.487    | 0,00% | -   | -      | -   |
| | Independents                                               |                            | 863       | 0,00% | -   | -      | -   |
| Vots vàlids | Vots vàlids                                                | 6.586.040                  | 100.00    |       | 300 |        |     |
| Vots nuls | Vots nuls                                                  | 112,551                    |           |       |     |        |     |
| Total | Total                                                      | 6,698,591 (83,2%)          |           |       |     |        |     |
| Font: Thomas T. Mackie (April 1992). "General elections in Western Nations during 1990". European Journal of Political Research 21 (3): 317–332 |                                                            |                            |           |       |     |        |     |